# Boucle hélicoïdale

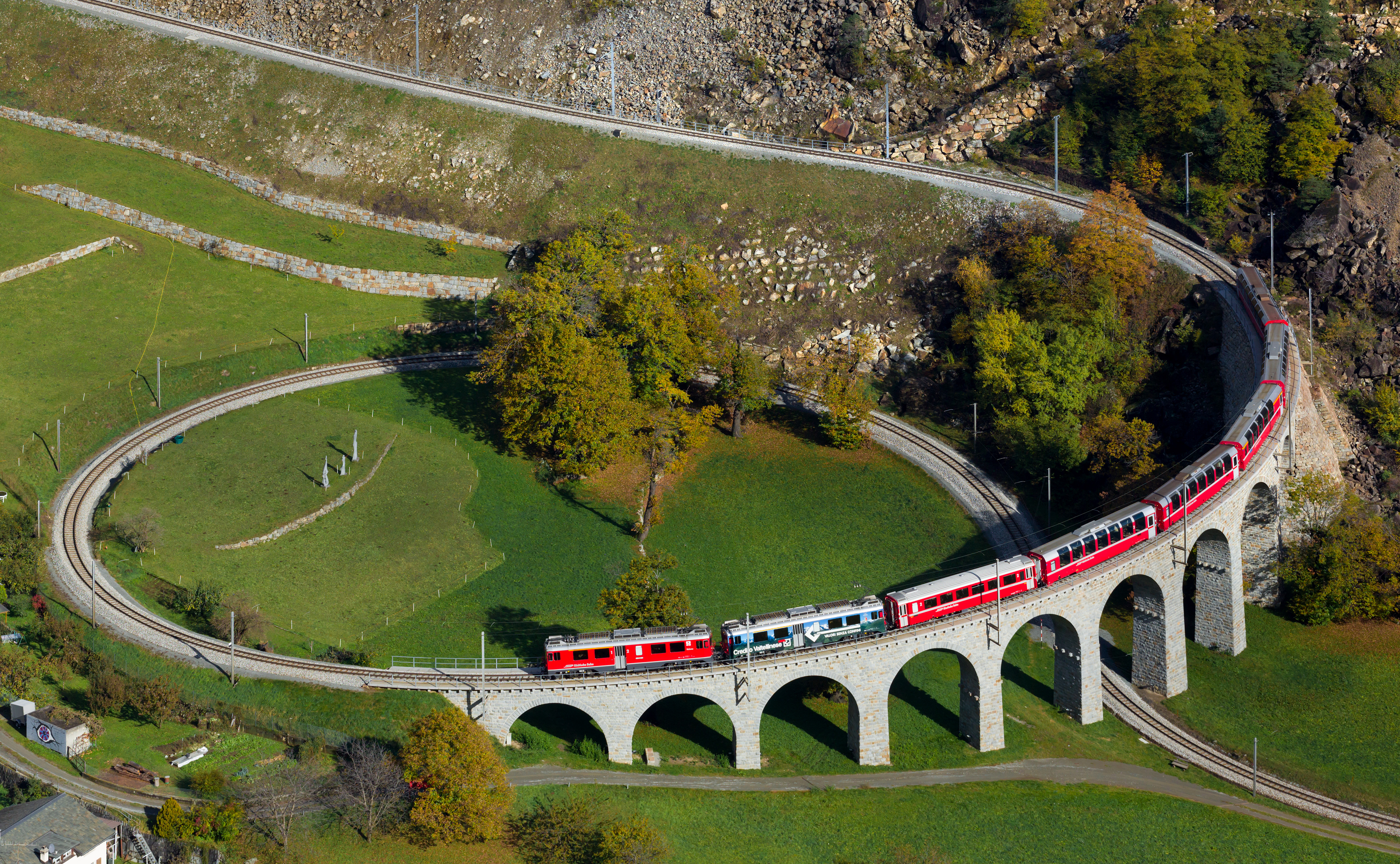
Le Bernina Express sur le viaduc hélicoïdal de Brusio des chemins de fer rhétiques en Suisse.

Une boucle hélicoïdale est une technique ferroviaire pour gravir des pentes fortes. Pour les infrastructures routières, on parle de pont en spirale.

## Caractéristiques
Une boucle hélicoïdale suit une courbe régulière jusqu'à avoir terminé une boucle, passant au-dessus d'elle-même, permettant à la ligne ferroviaire de prendre de la hauteur sur une distance horizontale relativement courte. Il s'agit d'une alternative au zigzag et évite aux trains de s'arrêter pour repartir en sens inverse. Si le train est suffisamment long, il est possible de le voir reboucler sur lui-même comme c'est le cas dans la boucle de Tehachapi.
Sur une pente à 2,5 % (gravissant 25 m par km) une boucle complète d'un rayon de 350 m ajoute 2 200 m au trajet et 55 m à l'altitude. À moins que la topographie soit adéquate, une telle boucle inclut généralement un tunnel.